# الیف دوغان
الیف دوغان (زاده ۶ سپتامبر ۱۹۹۴) یک بازیگر اهل ترکیه می‌باشد. دوغان که فارغ‌التحصیل رشته موسیقی از دانشگاه استانبول می‌باشد، فعالیتش را با بازی در سریال تلویزیونی عشق حرف حالیش نمیشه شروع نمود و با زندگی بعضی وقت‌ها شیرین است به کار خود در تلویزیون ادامه داد. سپس برای ایفای نقش متمم در سریال چوکور منتخب گردید و نخستین نقش اصلیش را در سریال ارزن نقش آفرینی نمود.

## فیلم‌شناسی
| سریال | سریال       | سریال | سریال        |
| سال   | عنوان       | نقش   | یادداشت      |
| ----- | ----------- | ----- | ------------ |
| ۲۰۲۱  | دقیقاً دقیقاً | سیمگه | در نقش مهمان |